# Narthecophora pulverea
Narthecophora pulverea är en fjärilsart som beskrevs av Smith 1900. Narthecophora pulverea ingår i släktet Narthecophora och familjen nattflyn. Inga underarter finns listade i Catalogue of Life.